# 布爾克里克 (密蘇里州)
布爾克里克（英語：Bull Creek）是位於美國密蘇里州托尼縣的村。

## 人口
根據2020年美國人口普查的數據，布爾克里克的面積為0.43平方千米，皆為陸地。當地共有人口426人，而人口密度為每平方千米991人。